# Pringy (Haute-Savoie)
Pringy is een plaats en voormalige gemeente in het Franse departement Haute-Savoie in de regio Auvergne-Rhône-Alpes. De plaats maakt deel uit van het arrondissement Annecy en sinds 1 januari 2017 van de gelijknamige gemeente.

## Geografie
De oppervlakte van Pringy bedraagt 9,1 km², de bevolkingsdichtheid is 287,5 inwoners per km².

## Verkeer en vervoer
De plaats wordt bediend door spoorwegstation Pringy.
De onderstaande kaart toont de ligging van Pringy (Haute-Savoie) met de belangrijkste infrastructuur en aangrenzende gemeenten.

## Demografie
Onderstaande figuur toont het verloop van het inwonertal (bron: INSEE-tellingen).